# Hossam Essadak
Hossam Essadak (en arabe : حسام الصديق), né le 30 juillet 2005 à Casablanca (Maroc), est un footballeur marocain jouant au poste de milieu de terrain à l'US Touarga.

## Biographie

### En club
Hossam Essadak est formé à l'Académie Mohammed VI de football,,.
Le 31 janvier 2024, il rejoint l'US Touarga. Une semaine plus tard, il fait ses débuts professionnels en Botola Pro contre le Mouloudia Club de Oujda (victoire, 2-0). Deux mois plus tard, il reçoit sa première titularisation contre le Fath Union Sports (match nul, 1-1). En fin de saison 2023-2024, il inscrit son premier but professionnel contre l'Olympique Club de Safi, dans un match qu'il remporte sur le score de 1-3. 

### En sélection
En novembre 2024, il participe au championnat d'Afrique du Nord (tournoi UNAF) à domicile avec le Maroc des moins de 20 ans et remporte ainsi son premier titre international, le qualifiant automatiquement à la prochaine Coupe d'Afrique des nations,.
En avril 2025, il est convoqué par Mohammed Ouahbi pour prendre part à la Coupe d'Afrique des nations avec le Maroc des moins de 20 ans,. Le 15 mai 2025, il se qualifie en finale de la CAN grâce à une victoire 0-1 contre l'Égypte des moins de 20 ans,. Il est d'ailleurs élu homme du match,,.

## Palmarès

### En sélection
- Maroc -20 ans
  - Coupe d'Afrique des nations
    -  Finaliste en 2025[11],[12].

  - Championnat d'Afrique du Nord
    -  Vainqueur en 2024[7]

### Distinctions individuelles
- 2025 : Dans l'équipe-type de la CAN U20[16],[17],[18]